# 安德森鎮區 (印第安納州沃里克縣)
安德森鎮區（英語：Anderson Township）是位於美國印第安納州沃里克縣的一個行政鎮區。

## 地方資料
根據2010年美國人口普查的數據，安德森鎮區的面積為57.30平方千米，當中陸地面積為53.70平方千米，而水域面積為3.60平方千米。當地共有人口1274人，而人口密度為每平方千米22.23人。